# George Langelaan
George Langelaan (París; 19 de enero de 1908 - 9 de febrero de 1972) fue un escritor franco-británico de ciencia ficción, autor del relato La mosca, del que se han hecho dos versiones cinematográficas (en 1958 y en 1986) y varias secuelas de cada una.

## Biografía
Comenzó a trabajar como periodista durante los años 30 y 40, y durante la Segunda Guerra Mundial fue espía de los aliados. Comenzó a publicar sus relatos a partir de los años cincuenta en la revista Playboy. Uno de ellos, La mosca, fue tan popular que al año de su publicación se hizo una primera versión, a la que siguieron varias secuelas. En los años 80, David Cronenberg realizó una nueva versión del relato en 1986, y Chris Wallas realizó una segunda parte de la película en 1989.
La mosca se publicó posteriormente, junto con otros relatos fantásticos, en un volumen titulado Historias del antimundo.
- Datos: Q1386445